# Pfalz D.VII
Pfalz D.VII – niemiecki dwupłatowy samolot myśliwski z okresu I wojny światowej, zaprojektowany i zbudowany w wytwórni Pfalz-Flugzeugwerke. Maszyna wzięła udział w pierwszym konkursie samolotów myśliwskich klasy D w Adlershofie na początku 1918 roku, wygrywając rywalizację ex aequo z Fokkerem D.VII. Mimo to Idflieg złożył zamówienie na zbliżony model Pfalz D.VIII, a do końca wojny wyprodukowano zaledwie kilkanaście egzemplarzy D.VII.

## Historia
Opracowany w 1917 roku w zakładach Pfalz-Flugzeugwerke projekt dwupłatowego samolotu myśliwskiego Pfalz D.VII wykorzystywał kadłub trójpłatowego myśliwca Pfalz Dr.I i ten sam napęd, w postaci birotacyjnego silnika gwiazdowego Siemens-Halske Sh.III o mocy 118 kW (160 KM). Zastosowano jednoprzęsłową komorę płatów, usztywnionych rozpórkami i drutem, odchodząc od używanego w modelu Pfalz D.III układu konstrukcyjnego zapożyczonego z francuskich myśliwców Nieuporta.
Prototyp myśliwca został poddany badaniom w locie od grudnia 1917 do stycznia 1918 roku, uzyskując doskonałą prędkość wznoszenia. W lutym 1918 D.VII, wraz z dwoma innymi myśliwcami z wytwórni Pfalz – D.VI i D.VIII, wziął udział w pierwszym konkursie samolotów myśliwskich klasy D w Adlershofie. Pfalz D.VII wygrał tę rywalizację ex aequo wraz z Fokkerem D.VII. Po wykonaniu prób statycznych Idflieg złożył jednak zamówienie na mający zbliżone osiągi model Pfalz D.VIII, wyposażony w mocniejsze skrzydła o dwuprzęsłowej komorze. Nie zatrzymało to jednak rozwoju D.VII, który testowano zarówno z innymi jednostkami napędowymi (Oberursel U.III o mocy 145 KM i Goebel Goe.III o mocy 200 KM), dwu- i czterołopatowymi śmigłami, jak też z niewyważonymi i wyważonymi lotkami, umieszczonymi na górnym płacie. Ostatecznie rozpoczęto produkcję seryjną D.VII, czego dowodem było odnalezienie po zakończeniu wojny w niemieckich magazynach 15 egzemplarzy tych maszyn.

## Opis konstrukcji i dane techniczne

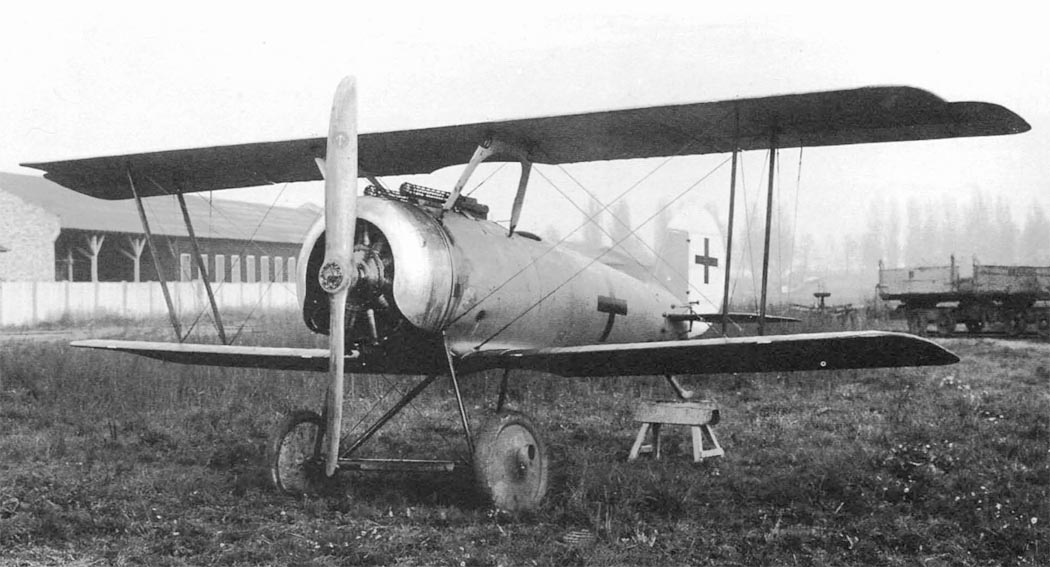
Myśliwiec Pfalz D.VII z silnikiem Oberursel U.III

Pfalz D.VII był jednosilnikowym, jednomiejscowym dwupłatem myśliwskim. Długość samolotu wynosiła 5,65 metra, a jego wysokość 2,85 metra (i odpowiednio 5,55 metra i 2,7 metra w prototypie z silnikiem Oberursel U.III). Rozpiętość skrzydeł wynosiła od 7,52 metra (górne) do 6,98 metra (dolne), zaś ich cięciwy 1,3 metra. Odległość między skrzydłami górnym i dolnym wynosiła 1,45 metra, a przesunięcie płatów w poziomie 0,25 metra. Powierzchnia nośna wynosiła 17,12 m². Masa własna wynosiła 520 kg, zaś masa całkowita (startowa) 715 kg.
Napęd stanowił chłodzony powietrzem 11-cylindrowy birotacyjny silnik gwiazdowy Siemens-Halske Sh.III o mocy 118 kW (160 KM). Prędkość maksymalna wynosiła 190 km/h na wysokości 4000 metrów. Długotrwałość lotu wynosiła 1,5 godziny. Maszyna osiągała wysokość 1000 metrów w czasie 1,8 minuty, 2000 metrów w 4 minuty, 3000 metrów w 6,6 minuty, 4000 metrów w 9,8 minuty, 5000 metrów w 13,8 minuty, zaś na osiągnięcie 6000 metrów samolot potrzebował 21,3 minuty. Pułap praktyczny wynosił 5500 metrów.
Myśliwiec uzbrojony był w dwa stałe zsynchronizowane karabiny maszynowe LMG 08/15 kalibru 7,92 mm.